# ロボテック (企業)
株式会社ロボテック（英: ROBOTEC Inc.）は、東京都中央区に本社を置くロボット用アクチュエータメーカーである。

## 概要
2015年、親会社ユニパルス株式会社のロボット用アクチュエータ事業を独立させて設立、産業ロボットに活用できる技術の企画・技術開発・販売を行う。電動トルクアクチュエータ「ユニサーボ」や電動バランサ「ムーンリフタ」等を取り扱う。2023年、親会社ユニパルス株式会社に統合し、すべての業務を承継。

## 主な製品
電動トルクアクチュエータ「ユニサーボ」
トルク制御機能を組み込んだ初めてのモーションコントロール用アクチュエータ。トルクを計測しその値が所望の値になるようにフィードバック制御を行う。減速機を採用することで、トルク制御に通常用いられるダイレクトドライブモータ（DDM）と比べて圧倒的に小型軽量を実現。トルクの分解能は1/10000にも達するため大きなトルクも繊細に制御が可能。トルクセンサの応答速度は3kHz、サンプリング速度は20kHz、トルク発生機構の慣性モーメントはトルクフィードバックループ内にあるためフィードバック制御の効果で見かけ上極めて小さくすることができる。
電動バランサ「ムーンリフタ」
10～2000kgのワークを吊り上げて軽い力で移動させる。AC100VまたはAC200Vで動き、荷重センサとサーボモータで力と位置を常に検知しながらワークの上げ下げをサポートする。スムーズで精密な位置合わせと安全な両手作業を実現。重さの違うワークにも柔軟に対応。機械装置などの製造工程で組み付けを手助けしたり、袋入りの原料の解袋作業や物流一般などで広く使われている。
手元スイッチが無線なので設置場所を選ばない。可動範囲は4mまで対応。鋳造、機械加工、溶接などの現場で要望の多い防塵タイプや、本体ボディ、上下フックがステンレス製、ダストパンや食品機械用潤滑油を採用したHACCP対応タイプもある。ワークに合わせた吊具の設計も行う。

## 沿革
- 2015年 - 株式会社ロボテック設立（東京都中央区日本橋）。
- 2016年 - 電動トルクアクチュエータ ユニサーボが東京都ベンチャー技術優秀賞を受賞（2016/11/1）[3]。
- 2018年 - 電動トルクアクチュエータ ユニサーボが発明大賞 発明功労賞を受賞（2018/03/26）[4]。
- 2019年 - 電動バランサ ムーンリフタが中小企業優秀新技術・新製品賞　一般部門 優秀賞を受賞（2019/05/29）[5]。
- 2021年 - 電動バランサ ムーンリフタが発明大賞 東京都知事賞を受賞（2021/03/05）[6]。
- 2022年 - 社長 吉本喬美 が 高速高精度回転トルク計及びトルクアクチュエータ開発の業績により 令和4年度 文部科学大臣表彰 科学技術賞(技術部門) を受賞（2022/04/20）[7]。
- 2023年 - ユニパルス株式会社に統合。